# 톤데부링
톤데부링(일본어: とんでぶーりん)은 일본에서 1994년 9월 3일부터 1995년 8월 26일까지 TBS 방영되었다. 대한민국에서는 연도로부터 20년이 지나서야 2014년 10월 2일부터 미정 까지 투니버스에서 마법돼지 핑키라는 제목으로 방영했다.

## 방송 일시
| 방송 채널 | 방송일                           | 방송 시간 |
| --------- | -------------------------------- | --------- |
| TBS       | 1994년 9월 3일 ~ 1995년 8월 26일 | 종료      |